# Paul Hopf
Emil Rudolf Paul Hopf (* 19. Juni 1875 in Spandau; † 12. April 1939 in Düsseldorf) war ein deutscher Verwaltungsjurist. Er war Stadtoberhaupt von Libau, Riga und Elberfeld.

## Leben und Wirken
Der Vater von Paul Hopf, E. Hopf, war Buchdruckereibesitzer in Spandau. Paul Hopf studierte Rechts- und Staatswissenschaften in Marburg, Berlin, Genf und Erlangen und promovierte 1899 zum Dr. jur.
1904 wurde er Gerichtsassessor in Spandau, 1905 Regierungsassessor in Düsseldorf und 1907 Regierungsrat in Stettin.
Seit 1911 war er Beigeordneter in der Stadtverwaltung von  Elberfeld. 
Während des Ersten Weltkrieges war Hopf Hauptmann der Landwehr im besetzten Baltikum. Er wurde Stadthauptmann in Libau und Riga (dort von Herbst 1917 bis 13. Dezember 1918) als Stadtoberhaupt der deutschen Besatzungsmacht. Unter seiner administrativen Leitung wurde das Leben in der Stadt organisiert, es gab Suppenküchen und Offizierskasinos, im Theater wurde Wagner gespielt.
Nach der Rückkehr nach Elberfeld setzte Paul Hopf seine Tätigkeit als Beigeordneter fort. Am 26. September 1919 wurde er zum Oberbürgermeister von Elberfeld eingesetzt, mit der Zustimmung von 46 der 50 Stadtverordneten. Am 20. Juni 1920 trat er wieder vom Amt zurück, da er für Schiebergeschäfte beim Handel mit Benzin und Holz unter seiner Aufsicht politisch verantwortlich gemacht wurde. Eine persönliche Beteiligung oder Bereicherung konnte ihm aber nicht nachgewiesen werden.
Danach war Paul Hopf seit 1921 in der Reichsfinanzverwaltung in Düsseldorf tätig und wurde dort zum Oberregierungsrat ernannt. 1926 wurde er Direktor des Landesfinanzamtes in Düsseldorf und 1933 dessen Präsident. 1938 trat er von diesem Amt zurück und war danach noch kurz in der Wirtschaft tätig.